# Nowickie
Nowickie – dawna kolonia. Tereny, na których leżała, znajdują się obecnie na Białorusi, w obwodzie witebskim, w rejonie miorskim, w sielsowiecie Turkowo.

## Historia
W czasach zaborów w powiecie dzisieńskim, w guberni wileńskiej Imperium Rosyjskiego. Pod koniec XIX wieku należała do dóbr Dryhucze, własność Korzeniowskich.
W latach 1921–1945 wieś a następnie kolonia leżała w Polsce, w województwie wileńskim, w powiecie dziśnieńskim, w gminie Mikołajów.
Według Powszechnego Spisu Ludności z 1921 roku zamieszkiwały tu 23 osoby, wszystkie były wyznania prawosławnego i zadeklarowały polską przynależność narodową. Były tu 4 budynki mieszkalne. W 1931 w 4 domach zamieszkiwało 20 osób.
Wierni należeli do parafii prawosławnej w Hołomyślu. Miejscowość podlegała pod Sąd Grodzki w Dziśnie i Okręgowy w Wilnie; właściwy urząd pocztowy mieścił się w Mikołajowie.